# Thang đo lôgarit

Một thang lôgarit từ 0.1 tới 10.

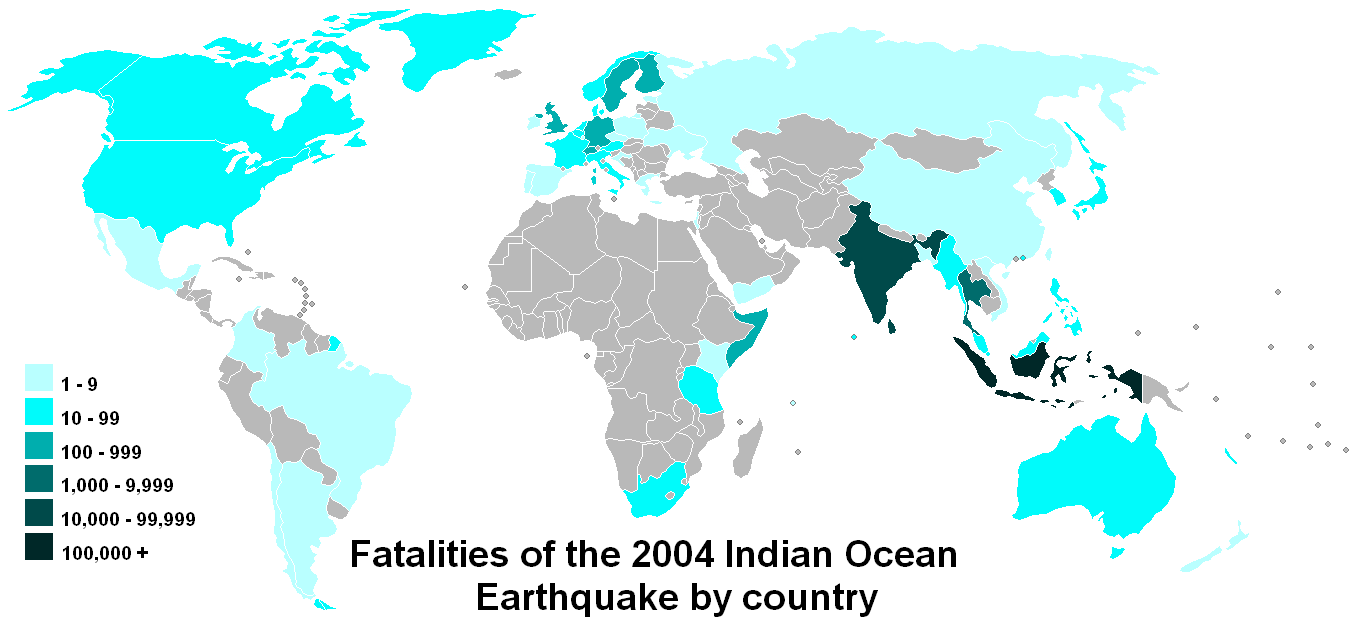
Thang màu sẽ giúp dễ dàng hơn trong việc so sánh giá trị bao phủ trong không gian lớn, như tấm bản đồ này.

Thang đo lôgarit là 1 hệ thống phi tuyến sử dụng khi có 1 loạt thông tin cần hiển thị. Sử dụng thông thường trong: Thang đo độ mạnh của động đất, độ lớn của âm thanh, cường độ ánh sáng và độ pH.

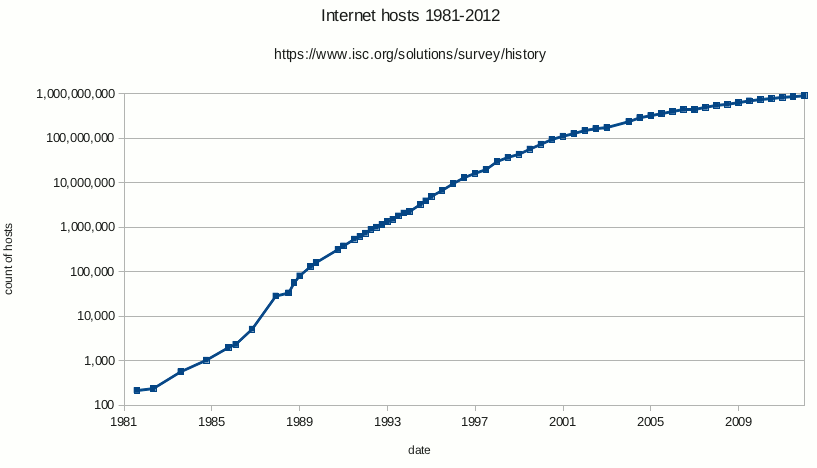
Đồ thị trên một thang logarit.

## Các sử dụng thông thường
Sau đây là các ví dụ về quy mô lôgarít thường được sử dụng, trong đó một lượng lớn hơn dẫn đến một giá trị thấp hơn (hoặc âm):
- PH cho tính axit
- độ lớn sao cho độ sáng của sao
- Thang Krumbein cho kích thước hạt trong địa chất học
- Hấp thụ của ánh sáng bằng các mẫu trong suốt
- Thang độ Richter đo cường độ của trận động đất và dịch chuyển trong trái đất
- bel và decibel cho công suất âm thanh (độ ồn)
- Neper cho các số liệu về biên độ, trường và công suất
- Cent, thứ hai thứ hai, quãng hai trưởng, và octave đo mức tương đối của các ghi chú trong âm nhạc
- Logit cho tỷ lệ trong thống kê
- Quy mô tác động kỹ thuật của Palermo
- Dòng thời gian Logarithmic
- Đếm khẩu độ cho tỷ lệ của phơi sáng
- quy tắc của 'chín' được sử dụng để đánh giá thấp xác suất
- Entropy trong nhiệt động lực học
- Thông tin trong lý thuyết thông tin
- Các đường phân bố kích thước phân tử của đất
- Mật độ năng lượng của Uranium VS Fossil Fuels
- Biểu đồ Bitcoin
- Biểu đồ đo rung chấn mặt đất do mấy đo địa chấn ghi nhận

Một số ý nghĩa của chúng ta hoạt động theo cách lôgíc (luật Weber-Fechner), làm cho các quy mô logarithmic cho các số lượng đầu vào này đặc biệt thích hợp. Đặc biệt cảm giác của chúng ta về [thính giác (cảm giác) | thính giác] nhận thấy tỷ số bằng nhau về tần số bằng nhau về độ chênh lệch. Ngoài ra, các nghiên cứu về trẻ nhỏ trong một bộ tộc bị cô lập đã cho thấy quy mô lôgarít là hiển thị số lượng tự nhiên nhất của con người. Nó cũng được sử dụng cho các mục đích địa lý như để đo tốc độ của động đất.
Một thang logarit là một cách để hiển thị dữ liệu số trên một phạm vi rất rộng mà thang đo bình thường (tuyến tính) không thể thể hiện hết được. Các giá trị trên trục đo được nhân theo cấp số mũ nên thang đo như vậy là phi tuyến tính. Bằng thang đo này ta có thể biểu diễn được giá trị từ 0.1 cho đến hàng trăm, hàng ngàn mà chỉ trên một trang A4.
Công thức tính Logarit
Với công thức Log(x)=a
- x là giá trị trên thang đo
- a là giá trị của hàm
- Tham khảo

1. ↑  "Slide Rule Sense: Amazonian Indigenous Culture Demonstrates Universal Mapping Of Number Onto Space". ScienceDaily. ngày 30 tháng 5 năm 2008. Truy cập ngày 31 tháng 5 năm 2008.